# Log, Lukovica
Log je naselje v Občini Lukovica.